# Mercy Oduyoye
Mercy Amba Oduyoye (née en 1934 au Ghana) est une théologienne méthodiste connue pour ses recherches sur la théologie des femmes africaines. Elle est actuellement[Quand ?] directrice de l'Institute of African Women in Religion and Culture au Séminaire théologique de la Trinité du Ghana.

## Biographie
Oduyoye obtient une licence de l'université du Ghana en 1963, une autre licence de l'université de Cambridge en 1965, et un Master de Cambridge en 1969. De 1967 à 1979, elle est secrétaire de l'éducation de la jeunesse du Conseil œcuménique des églises. De 1987 à 1994, elle est secrétaire générale adjointe de la même organisation.
Elle enseigne la théologie à l'université Harvard, l'Union Theological Seminary, et l'université d'Ibadan.
Elle est également présidente de la Fédération universelle des associations chrétiennes d'étudiants.
Oduyoye a écrit quatre livres et plus de 80 articles sur la théologie chrétienne d'un point de vue féministe et africain. Un de ses sujets les plus importants est l'étude de l'influence de la religion et de la culture africaines sur les expériences des femmes africaines. Elle a étudié en particulier les effets de l'oppression économique sur les femmes africaines.
Elle reçoit des diplômes honorifiques de Stellenbosch University, de l'université du Cap-Occidental en 2002 et de l'université Yale en 2008.

## Ouvrages
- Hearing and Knowing: Theological Reflections on Christianity in Africa (1986)
- 'Women and Ritual in Africa' dans The Will to Arise: Women, Tradition, and the Church in Africa (1992)
- 'Feminist Theology in an African Perspective' dans Paths of African Theology (1994)
- Daughters of Anowa: African Women and Patriarchy (1995)
- Introducing African Women's Theology (2001)
- Beads and Strands: Reflections of an African Woman on Christianity in Africa (2004)

## Distinctions
- 2008 : Doctorat honoris causa de l'université Yale[6]